# Западня (фильм, 1995)
«Западня» — кинофильм. Этот фильм также известен и под другими названиями — «Подставленные» и «Подставка».

## Сюжет
Джон Веллингтон — магнат, который проводит крупную операцию с микросхемой искусственного интеллекта. У Джона есть конкурент Дженнер, который угрожает дочери Джона Диане. Тогда Джон Веллингтон решает нанять охрану для своей дочери — секретного агента Джека Трэвиса. Тот в свою очередь находит себе помощника и нанимает его. Теперь его помощник — эксцентричный наёмник Бакстер, в прошлом тоже спецагент, а сейчас увлекающийся буддизмом.
Вместе Трэвис и Бакстер теперь должны охранять Диану. Через некоторое время сообразительный Бакстер догадывается о том, что они охраняют не дочь богача, а актрису, которая играет роль Дианы. Сами же они оказались подставленными в крупной игре Веллингтона, ставки в которой идут на миллиарды долларов. Главное же теперь для них — остаться в живых и выпутаться из этой передряги.

## В ролях
- Питер Уэллер — Бакстер
- Роберт Пэтрик — Джек Трэвис
- Шарлотта Льюис — Катя
- Дарлин Фогель — Диана, дочь Джона Веллингтона
- Питер Брек — Джон Веллингтон
- Скотт Хайлэндс — Дженнер, конкурент Веллингтона
- Владимир Кулич — Дэниел
- Золтан Будэй — Гантер
- Блэйн Харт — Спенс
- Пэтришиа Дрэйк — Мадлен

## Съёмочная группа
- Автор сценария: Роберт Сарно
- Режиссёр: Витторио Рамбальди (как Виктор Рамбалди)
- Оператор: Джон Крэнхауз
- Монтаж: Джей Миракл и Фрэнк Ирвин
- Композитор: Марк Адлер
- Художник: Эндрю Дескин
- Костюмы: Дерек Баскервиль
- Продюсеры: Антонио Кортезе и Гэри Кауфман
- Исполнительные продюсеры: Кевин Де Уолт, Бэрри Колльер и Карло Рамбальди

## Интересные факты
- Карло Рамбальди выступил в этом фильме исполнительным продюсером, также он был в фильме дизайнером экзотического оружия и заведующим визуальными эффектами.